# Sharon Shannon

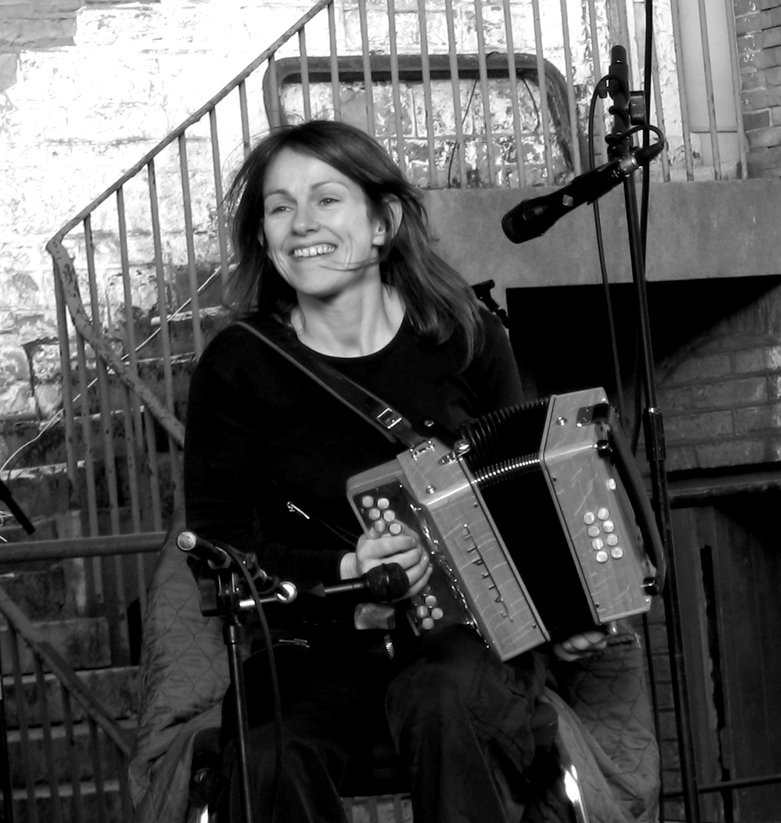
Sharon Shannon

Sharon Shannon (Corofin (County Clare), 12 november 1968) is een Ierse muzikante, die voornamelijk bekend is als accordeoniste. Het betreft hier de diatonische, wisseltonige accordeon. In Nederland liever harmonica of trekzak genoemd, in Engeland en Ierland aangeduid als melodeon. Daarnaast speelt ze ook tin whistle en viool. Ze werd geboren in het dorpje Ruan bij Corofin (County Clare). Van jongs af aan speelde Shannon muziek met haar 2 zussen, Mary (op banjo) en Majella (op viool) en haar broer Garry, die dwarsfluit speelde.
In haar puberteit ging ze naar Doolin, een dorp in Ierland waar veel traditioneel Ierse muzikanten bij elkaar komen. Steve Wickham van The Waterboys vroeg haar vervolgens om mee op tournee te gaan met zijn band, en Shannon speelde mee op het album Room to Roam.
Voor het album "Diamond Mountain Sessions" nodigde ze andere muzikanten uit om nummers te schrijven en op te nemen in een jeugdherberg in Letterfrack (County Galway). Deze herberg ligt aan de voet van Diamond Hill, de berg waar de plaats zijn naam aan dankt. Op de plaat spelen onder anderen Steve Earle en Carlos Nuñez mee.

## Discografie
- Live at Dolans (2007)
- Collection 1990-2005 (2006)
- Tunes (2005)
- Live in Galway (2004)
- Libertango (2004)
- Diamond Mountain Sessions (2001)
- Spellbound, The Best of Sharon Shannon (1998)
- Each Little Thing (1997)
- Out the Gap (1995)
- A Woman's Heart (1992) (met anderen)
- Sharon Shannon (1991)
- Room to Roam (The Waterboys) (1990)

- Bibliothèque nationale de France: cb13977672s (data)
- International Standard Name Identifier: 0000 0000 6309 7963
- Library of Congress Control Number: n93121842
- MusicBrainz: 107bbb89-98a3-406d-bf03-ba7d09c6a6f0
- Nationale Bibliotheek van Tsjechië: xx0163750
- SNAC: w6nm7qmb
- Virtual International Authority File: 38595151
- WorldCat: E39PBJfGTfmTm3cdYF8f4C6Myd